# 阿伯茨福德庄园
阿伯茨福德庄园（Abbotsford）是苏格兰边境加拉希尔斯附近的一座乡间别墅。1817年至1825年间，沃尔特·司各特逐步建成这座庄园，但他只在这里住过一年。现在，庄园是一座A类登錄建築，也收录于苏格兰花园和景观设计名录。2014年，它获得欧盟文化遗产奖暨欧罗巴·罗斯塔奖。